# 高辻宜麿
高辻宜麿（たかつじ よしまろ）は、日本の華族、式部官。高辻修長の子。位階・勲等・爵位は正三位勲三等子爵。

## 系譜
- 妻：重子 - 上杉茂憲の三女[3]。
  - 長男：高辻正長[3]
  - 二男：高辻威長[3]
  - 三男：高辻邦長（福羽邦長）- 福羽真城の養子となる。[3]
  - 長女：高辻総子（子爵・金子吉忠(金子有道養子)の妻）[3]
  - 二女：高辻和子（高田次郎(高田太郎の弟)の妻）[3]
  - 三女：高辻友子（立命館大学教授・和田三良の妻）[3]

## 栄典
位階
- 1922年（大正11年）6月30日 - 正四位[4]
- 1930年（昭和5年）3月4日 - 従三位[5]
- 1939年（昭和14年）3月15日 - 正三位[6]

勲章等
- 1914年（大正3年）6月29日 - 勲六等瑞宝章[7]
- 1915年（大正4年）12月1日 - 勲五等瑞宝章[8]
- 1922年（大正11年）8月29日 - 勲四等瑞宝章[9]
- 1930年（昭和5年）4月22日 - 勲三等瑞宝章[10]
- 1940年（昭和15年）2月23日 -（没後追叙）旭日中綬章[11]

外国勲章佩用允許
- 1923年（大正12年）4月12日 - ローマ教皇庁：サングレゴアル勲章コンマンドール[12][13]
- 1926年（大正15年）1月30日 - シャム王国：クーロンヌ勲章グランオフヰシエー[14]

## 参考
- 近代名士家系大観

| 日本の爵位    | 日本の爵位                     | 日本の爵位    |
| ------------- | ------------------------------ | ------------- |
| 先代 高辻修長 | 子爵 高辻家2代 1921年 - 1940年 | 次代 高辻正長 |